# Saiki, Ōita
Saiki (佐伯市 Saiki-shi) là một thành phố thuộc tỉnh Ōita, Nhật Bản. Thành phố được thành lập ngày 29 tháng 4 năm 1941.
Đến năm 2003, dân số thành phố là 49.183 người trên diện tích 197,37 km², mật độ 249.19 người/ km².